# Haliplectus cylindrocaudatus
Haliplectus cylindrocaudatus är en rundmaskart som beskrevs av Stephen Donald Hopper 1969. Haliplectus cylindrocaudatus ingår i släktet Haliplectus och familjen Haliplectidae. Inga underarter finns listade i Catalogue of Life.